# Wierzbięcin (województwo zachodniopomorskie)

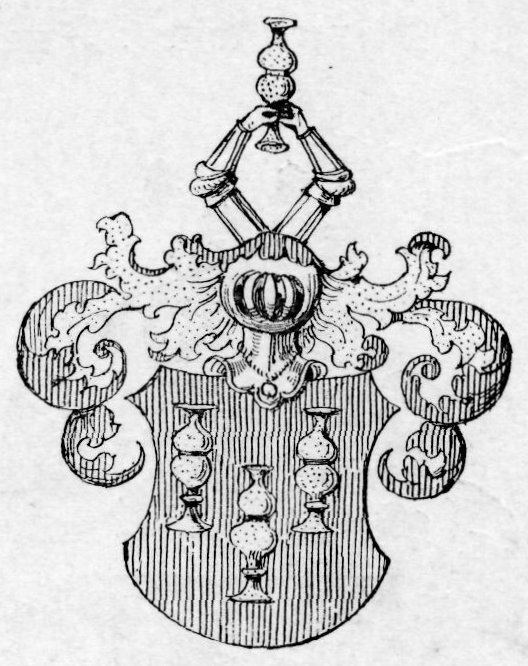
Herb Gustawa Wilhelma von Dewitz (1825-1895)

Wierzbięcin (niem. Farbezin) – wieś w Polsce położona w województwie zachodniopomorskim, w powiecie goleniowskim, w gminie Nowogard.
W latach 1975–1998 miejscowość należała administracyjnie do województwa szczecińskiego.
Według UM gminy Nowogard sołectwo Wierzbięcin liczyło 564 mieszkańców (stan na dzień 31.12.2006).

## Zabytki
- ryglowy kościół z XVII-XVIII w. z niską szalowaną wieżą przesłoniętą hełmem wiciowym z szerokim okapem[3];
- zrujnowany piętrowy pałac wybudowany w latach 1873-1876 (XIX w.)[4] Od frontu ryzalit zwieńczony frontonem, w którym jest kartusz z herbami Gustawa Wilhelma von Dewitz (1825-1895) i jego żony Clary von Dewitz z domu von Vormann (1828-1890)[5]. Po prawej stronie bryły głównej pałacu znajduje się dwupiętrowa wieża, wybudowana na planie kwadratu, kryta dachem namiotowym.

## Przypisy

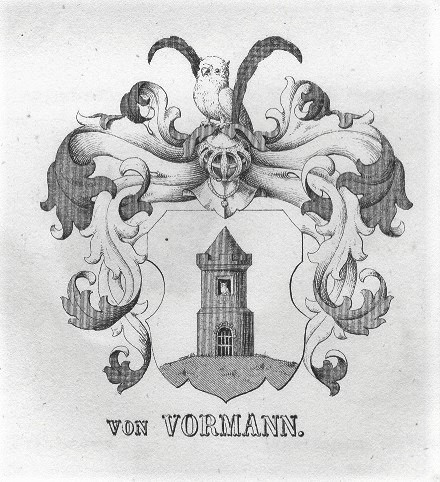
Herb Clary von Dewitz z domu von Vormann (1828-1890)